# Metronymikon
Metronymikon (även matronymikon; pluralis metronymikon eller metronymika) eller modersnamn (även morsnamn) är ett namn som har bildats av bärarens moders namn och suffixen -son eller -dotter. Metronymika är betydligt ovanligare än patronymika, det vill säga fadersnamn.
Under medeltiden var det inte ovanligt att moderns namn ingick i sonens. Bruket var som mest utbrett under första hälften av 1000-talet, och vanligast var det i Sydfrankrike (12%).
I Norden förekom metronymika särskilt i de fall, där en persons moder var av högre börd än fadern. Ett känt exempel är den danske kungen Sven Estridsson, som var son till jarlen Ulf Torgilsson, och Sven Tveskäggs dotter Estrid Svensdotter. Andra exempel är Magnus Marinasson.
Äkta patro- och metronymika räknas ur genealogisk aspekt inte som släktnamn (familjenamn), då de inte är ärftliga.
Namn som förefaller vara identiska med äldre tiders metronymika förekommer i svenskt namnskick idag, exempelvis Sissela Sivsdotter Benn, men då det kan vara svårt att registrera ett metronymikon som efternamn är dessa metronymikon oftast juridiskt sett extra förnamn och inte ärftliga.

## Fotnoter
1. ↑  Nationalencyklopedin, band 13 (1994), sid. 275
2. ↑  Michael Nordberg: Den dynamiska medeltiden, Rabén Prisma 1995, ISBN 978-91-518-3183-1, sid 81